# Sport à Nantes

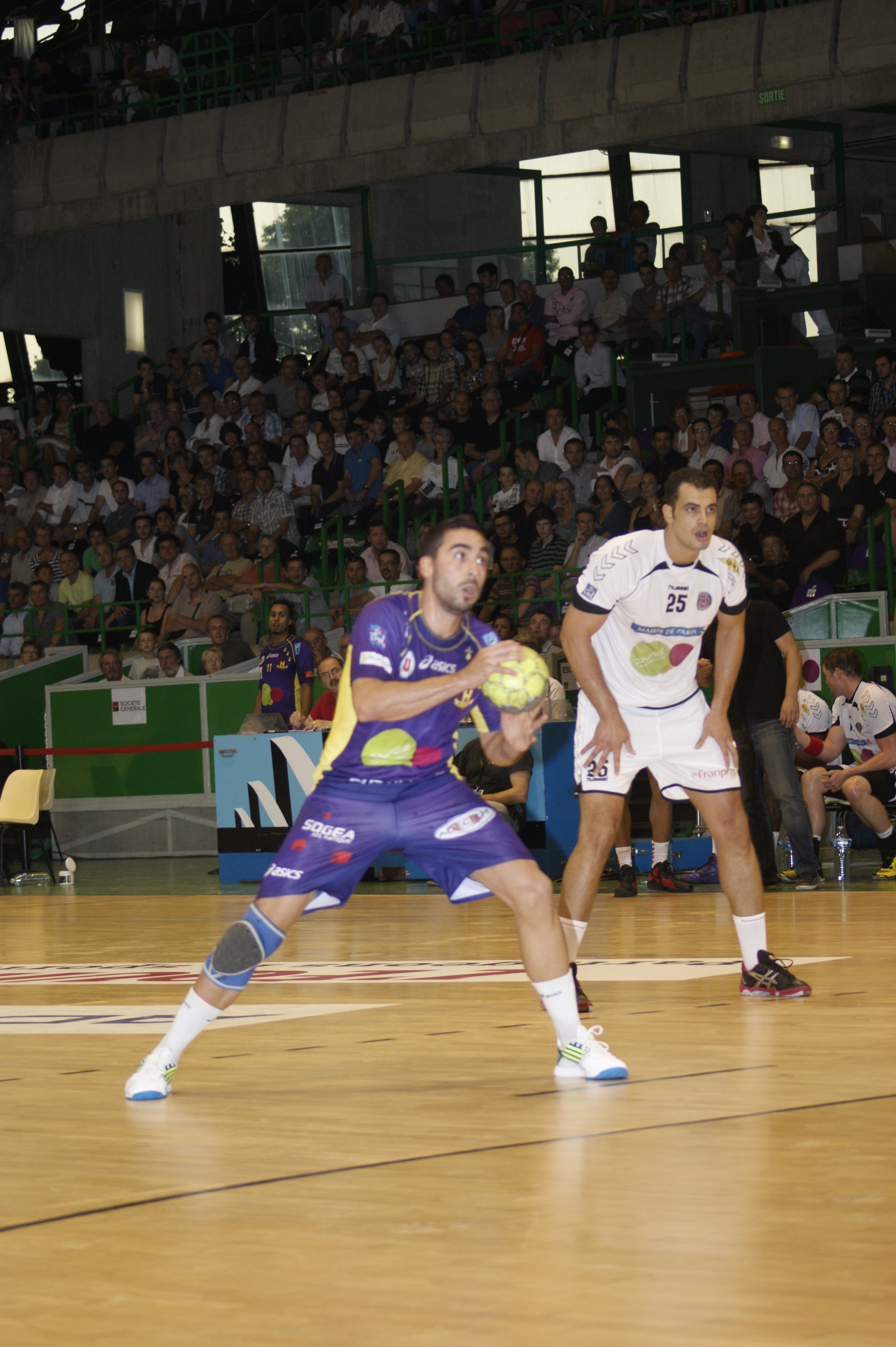
Le n°7 du HBC Nantes Valero Riviera prêt à tirer à 7 mètres. Photographie de Arthur Satour prise le 30/09/2011

Le sport à Nantes est actuellement[Quand ?] représenté par 384 associations subventionnées (et 108 associations scolaires et universitaires), dont 30 clubs de haut niveau, couvrant 115 disciplines pratiquées par 60 000 licenciés (dont 16 000 scolaires et universitaires),.
Par ailleurs, Nantes, avec six équipes professionnelles en sports collectifs évoluant dans l'élite de leurs disciplines respectives, est, en septembre 2013, la ville de province la mieux dotée en la matière devant Montpellier (5) et Toulouse (5)[réf. nécessaire].

## Historique
Le club de football FC Nantes a longtemps joui d'un prestige important depuis sa montée en première division en 1963. Dans les années 1970, c'est un emblème important de la ville. Le FC Nantes est considéré comme « représentatif de la mémoire (...) sportive nantaise ».

## Grands évènements sportifs à Nantes
- Championnat d'Europe de basket-ball 1983 - Palais des sports de Beaulieu
- Championnat d'Europe de football 1984 - Stade de la Beaujoire
- Demi-Finale Coupe Davis 1996 France-Italie - Palais des sports de Beaulieu
- Coupe du monde de football de 1998 - Stade de la Beaujoire
- Étape de Coupe du monde d'escalade en 2000
- Championnat du monde de handball masculin 2001 - Palais des sports de Beaulieu
- Coupe du monde de rugby à XV 2007 - Stade de la Beaujoire
- Championnat du monde de handball féminin 2007 - Palais des sports de Beaulieu
- Championnat du monde de kinball 2011
- Championnat d'Europe de gymnastique artistique féminine 1992
- Championnat du monde de handball masculin 2017 - Parc des expositions de la Beaujoire - Hall XXL
- Championnat d'Europe de handball féminin 2018 - Parc des expositions de la Beaujoire - Hall XXL
- Championnat d'Europe masculin de volley-ball 2019 - Parc des expositions de la Beaujoire - Hall XXL
- Coupe du monde de rugby à XV 2023 - Stade de la Beaujoire
- 16 arrivées d'étapes et 14 départ d'étapes du Tour de France depuis 1947

## Sportifs célèbres nés à Nantes
- Sarah Abitbol (1975), patineuse artistique;
- Délis Ahou (1984), footballeur;
- Loïc Amisse (1954), footballeur;
- Emerse Faé (1984), footballeur;
- Fabrice Guelzec (1968), gymnaste;
- Georges Guelzec (1947), gymnaste;
- Barbara Harel (1977), judoka;
- Yohan Hautcœur (1981), footballeur;
- Patrice Martin (1964), skieur nautique;
- Loïck Peyron (1959), navigateur;
- Ulrich Ramé (1972), footballeur;
- Éric Tabarly (1931-1998), navigateur;
- Jérémy Toulalan (1983), footballeur.

## Principaux clubs contemporains

### Athlétisme

#### Nantes Métropole Athlétisme
Le Nantes Métropole Athlétisme est le club d'athlétisme le plus important de la région.
Organisateur de grands évènements tels que L'indoor de Nantes, son équipe fanion évolue actuellement en N1A, et les athlètes du club sont régulièrement placés sur les podiums de compétitions nationales. De nombreux athlètes du club sont internationaux[réf. nécessaire].
Le Club est né de l’entente entre 3 clubs de la métropole nantaise : le Stade Nantais AC, l’ASPTT Nantes Athlétisme et l’AC La Chapelle sur Erdre

#### Racing Club Nantais
Le Racing Club Nantais est le 2e club d'Athlétisme Français en nombre de licenciés, il regroupe 7 centres d'entrainement : Nantes, Sainte Luce, Thouaré-Mauves, Clisson, Vertou et Vallet. Sa devise : "L'Athlétisme pour TOUS en région Nantaise".
Son équipe 1 après avoir été championne de France de N1C en 2012, évolue actuellement en N1B.
Le lieu principal d'entrainement est le stade Michel Lecointre à Beaulieu.

### Aviron
La ville dispose de plusieurs clubs d'aviron dont certains comptent ou ont compté des champions olympiques parmi leurs membres[réf. nécessaire].
- Cercle de l'Aviron de Nantes (CAN)
- Université de Nantes Aviron
- Club Léo-Lagrange Aviron Nantes

### Baseball
Nantes Atlantique Baseball, club dont les joueurs sont surnommés Mariners de Nantes, a été fondé en 1991.

### Basket-ball

#### Hermine de Nantes
L'Hermine de Nantes est le club phare du basket masculin à Nantes. Il évolue actuellement en pro B (seconde division professionnelle) en 2007. C'est la plus ancienne équipe à ce niveau, elle est présente depuis le milieu des années 1990. Pour la première fois depuis 8 ans, l'Hermine de Nantes a joué les plays off de la saison 2007/2008.
Le club de basket-ball historique de Nantes, le ABC Nantes, a été dissous en 1991.

#### Rezé-Nantes Basket
Le club féminin Rezé-Nantes Basket est né de la fusion d'un club rezéen avec le club nantais d'« Harouys » (il est cependant basé à Rezé) et évolue en Ligue féminine de basket (1re division) dans laquelle il a terminé 5e de la saison régulière lors de la saison 2009-2010.

### Cricket
Le Nantes Cricket Club a été fondé en 2007 par un professeur d'anglais et compte actuellement une équipe masculine, une équipe féminine et équipe junior.

### Cyclisme
L'Union cycliste Nantes Atlantique est un club omnisports fondé en 1909 et fort de plusieurs sections: course, cyclotourisme, BMX, VTT, école de vélo, handisport. 
Le Team Nantes Atlantique est l'équipe élite classée haut-niveau du club (club DN1 depuis 2004). Le club dispose de son Centre d'Entraînement et de Formation (structure associée au PES de la FFC niveau 4) en partenariat avec le Centre Éducatif Nantais pour Sportifs. Avec son Team Nantes Atlantique Junior, une des meilleures structures de ce type au niveau hexagonal, l'Union Cycliste Nantes Atlantique soutien la réussite du projet scolaire et sportif des athlètes haut-niveau.

### Escalade

#### ASPTT Nantes
La section escalade de l'ASPTT Nantes compte en 2014 plus de 350 membres. C'est le club d'escalade le plus important de la région Pays de la Loire, avec de très bons résultats sportifs ces dernières années. Son école d'apprentissage de l'escalade compte plus de 200 jeunes et adultes. En 2014 le club se place 10e au classement général et s'y entrainent plusieurs sportifs inscrit sur les listes des sportifs de haut niveau.

#### CAF Nantes Atlantique
Le Club Alpin Français de Nantes compte plus de 300 pratiquants, principalement pour les sports de montagne, et en particulier l'escalade (un peu plus de 100).

### Floorball

#### Canonniers de Nantes
Le floorball, aussi appelé unihockey, est un sport d'équipe où 2 équipes de 5 (grand terrain) ou de 3 joueurs (petit terrain, variante pratiquée en Suisse) plus un gardien par camp s'affrontent, l'objectif étant de mettre dans le but adverse une balle à l'aide d'une crosse.
A Nantes, cette discipline est représentée par les équipes des Canonniers et des Flibustiers, qui participent toutes deux au Championnat de France.

### Football

#### FC Nantes
Le FC Nantes possède l'un des plus beaux palmarès du football national :
- 8 titres de champion de France de Première Division (1965, 1966, 1973, 1977, 1980, 1983, 1995 et 2001)
- 4 coupes de France (1979, 1999, 2000 et 2022)
- 3 Challenge/Trophée des champions (1965, 1999 et 2001)
- Record de longévité en Première Division : 44 saisons consécutives de 1963 à 2007. Le club a finalement été relégué en Ligue 2 lors de la saison 2007-08, avant remonter en Ligue 1 pour la saison 2008-2009, puis de descendre à nouveau en Ligue 2 la saison suivante 2009-10, avant de remonter de nouveau en ligue 1 deux ans plus tard.

Le centre de formation a été baptisé Centre sportif José-Arribas, situé à la Jonelière (commune de La Chapelle-sur-Erdre), fut l'un des premiers centres de formation du football français et sans doute le plus prestigieux en France.

#### ASPTT Nantes football
L'ASPTT Nantes football évolue en Promotion d'Honneur (D9) de la Ligue atlantique de football. Ce club a été Champion de DH Atlantique en 1979 et en 1987.

### Football américain
« Les Dockers » est le seul club de Football Américain de Nantes.
Fondé en 1981, il est le club doyen des clubs provinciaux de football américain, malgré ses nombreux changements de nom :  Panthères Jaunes (1981-1984), Drakkars (1984-1992), Firebirds (1992-1997), et Dockers (1997-présent).
Champion de France de D3 (Casque d'Argent) en 2003, après une année en seconde division (demi-finale la première année de Casque d'Or) en 2004, les Dockers évoluent en D3 depuis 2005 avec une présence en play-off pour chacune des saisons disputées en Division 3. 

Le club possède une équipe première sénior, une équipe junior (+ 15 ans) ainsi qu'une équipe cadet.

Le club est aussi en partenariat avec un club de flag football (sport sans contact) sur Rezé, « les Margouillats ».

### Football de table (babyfoot)
Le NFT (Nantes Football de table) est le club de babyfoot le plus important de France avec plus de 70 licenciés[réf. nécessaire].
Le club est également champion de France des Clubs depuis 4 ans (2003-2006). Plusieurs joueurs du club sont champions du monde.
La ville est par ailleurs le siège de la Fédération internationale de football de table (International Table Soccer Federation).

### Futsal

#### Nantes Erdre Futsal
Le NEF est le plus vieux club de futsal de l'agglomération nantaise. Fondée en juillet 2002 il est maintenant dirigé par Hugues Malhere (Président) et Christophe Benmaza (Manager). Le NEF s'est d'abord appelé Futsal Club d l'Erdre. Evoluant au plus haut niveau du championnat de France (Ligue Elite puis D1), le FC Erdre a changé d'identité en juillet 2015 pour s'appeler Nantes Erdre Futsal au moment même où il rejoignait le club très fermé des clubs de haut niveau de Nantes Métropole. Finaliste de la coupe de France en 2007, vice-champion de France en 2010 et en 2013, le club est également le plus gros club de futsal en France depuis 2010 (entre 310 et 350 licenciés).

### Gymnastique
La Nantaise forme des gymnastes de haut niveau Depuis 1883. 3 gymnastes ont participé aux Jeux Olympiques : Georges Guelzec à Munich en 1972, Patrick Boutet, à Montréal en 1976, et Fabrice Guelzec à Barcelone en 1992. Dominique Cayzelle, de La Nantaise a été la juge intercontinentale n°1 de l'équipe de France Féminine et a participé aux Jeux de Sydney. Le club compte 500 licenciés en gym masculine, féminine, Rythmique et 4 équipes participent aux compétitions de Division Nationale en 2004. Par ailleurs, le club met son point de qualité (label qualité de la Fédération Française de Gymnastique) et utilisent les salles Coidelle, Mangin, Chantenay et Palais des Sports. Aujourd'hui encore, les représentants de La Nantaise se distinguent, puisque Laurent Guelzec a conduit l'équipe de France masculine aux Jeux de Londres en tant qu'entraîneur,et est devenu entraîneur de l'équipe de Suisse .  Céline Guelzec a été arbitre internationale de Gym rythmique. Patrick Boutet et Xavier Baguelin l'ont été en gym masculine.
 Xavier Baguelin est aujourd'hui viceprésident de la Fédération Française de Gymnastique .Dominique Cayzelle membre honoraire de la Fédération .Georges Guelzec est président d'honneur de l'Union Européenne de Gymnastique .Le président actuel de La Nantaise , Rémy Pavia , est le président de la commission fédérale d'appel  de la Fédération Française de Gymnastique
L'A.S.C Bonne Garde (ASCBG) avec plus de 750 adhérents (de 3 ans a 75 ans) est un foyer gymnique très important de Nantes Sud. Si la gymnastique existait à Bonne Garde presque depuis sa création en 1901 (P.M). La gymnastique sportive est réellement née en 1944 pour les masculins et en 1966 pour les féminines. Les gymnastes de l'ASCBG participent aux compétitions dans deux fédérations la FFG (délégataire) au niveau DN[Quoi ?] et la FSCF (affinitaire) niveau fédéral. Pour les entraînements les gymnastes de l'ASCBG utilisent leur propre salle (inaugurée en 2005) et en complément des équipements municipaux comme le palais des sports de Beaulieu ou le complexe sportif Mangin-Beaulieu.

### Handball
La ville de Nantes possède de nombreux clubs de handball. Les plus importants sont le Handball Club de Nantes qui a accédé à la Division 1 en 2008, et le Nantes Loire Atlantique Handball, qui évoluera en Division 1 féminine pour la saison 2013-2014.
La Laetitia Nantes Handball, créée en 1955, fait aussi partie des clubs de prestige de la ville de Nantes.

### Hockey subaquatique
Depuis plus de vingt ans, les différentes équipes du Centre Subaquatique Nantais sont régulièrement présentes sur les podiums nationaux de hockey subaquatique[réf. nécessaire]. Certains joueurs du club font partie ou ont fait partie de la sélection nationale. En 2008-2009, cinq équipes différentes prennent part aux compétitions : Équipe élite masculine, Équipe féminine, Équipe juniors, Équipe cadets, Équipe minimes.
En 2009, l'équipe 1 est championne Bretagne-Pays de la Loire et championne de France D2 ; avec : Pierre Fayolle, Damien Chesné, Olivier Le Mehauté, Frédéric Naux, Philipe Nies, Philipe Pipet, Nicolas Martin et leur capitaine Samuel Noirault. 
L'équipe féminine est championne Bretagne-Pays de la Loire et championne de France D2.

### Hockey sur glace
Le hockey sur glace est représenté par l'équipe des Corsaires de Nantes qui est menée par Claude Devèze depuis 2010 et évolue désormais en Division 1, qui équivaut au 2e échelon national. Les entraînements et les matchs à domicile ont lieu à la patinoire du Petit-Port. 
L’équipe des Corsaires, fait partie du Nantes Atlantique Hockey Glace qui compte également 9 autres équipes regroupés dans la partie hockey mineur. Parmi ces équipes on retrouve l’équipe 2 qui évolue en Division 3, les cadets U18, les minimes U15, les benjamins U13, les poussins U11, les moustiques U9, l’équipe féminine, l’équipe loisir et l’école de hockey. Le hockey mineur est géré par Sylvain Roy.

### Jiu-jitsu brésilien
Le Delariva Nantes JJB fait partie de l'une des 68 écoles de par le monde affiliées à l'académie Delariva située au Brésil.
L'équipe est depuis 2015 l'une des 3 premières équipes de France dans les compétitions de la CFJJB.

### Judo
Nantes compte plusieurs clubs de Judo parmi lesquels se distingue le Dojo Nantais. Ce club est particulièrement notable, car il abrite une équipe mixte semi-professionnelle qui prend part à la Judo Pro League. C'est également le 2ème plus grand club de France en nombre de licenciés.

### Kin-ball
Le Nantes Atlantique Kin-ball Club. 
L'équipe féminine est championne de France 2011-2012.
6 joueur(e)s sont internationaux Français.

### Marathon de Nantes
Nantes organise chaque année un Marathon qualificatif pour les championnats de France.

### Multisports

#### ASPTT Nantes
L'ASPTT Nantes est un des clubs les plus importants du Grand Ouest, avec plus de 30 activités sportives proposées.

#### SNUC
Le Stade nantais université club (SNUC).

### Patinage artistique
Le club de patinage artistique Nantes Sports de Glace (NSG) a été créé il y a plus de 30 ans. Le siège est situé à la patinoire du Petit Port. Il a une section loisir, une section compétition, une section ballet sur glace et une section handi.

### Plongée sous-Marine
Depuis plus de quarante ans, le Centre Subaquatique Nantais (CSN) fondé en 1968 pratique la plongée sous-marine. Il forme des plongeurs aux différents niveaux de plongée de la Fédération française d'études et de sports sous-marins (FFESSM) et enseigne la plongée aux enfants. L'activité se pratique en mer et carrière, tandis que les entrainements ont lieu à la piscine Léo-Lagrange (île Gloriette).

### Randonnée Roller
L’association Nantes-Roller organise des randonnées encadrée et sécurisée avec l’aide de la police municipale au travers de la ville de Nantes. D'une durée de 2h environ, les randonnées sont ouvertes à tous. Les rendez-vous ont lieu habituellement le jeudi soir vers 20h15 au skate-park place Ricordeau.

### Rink hockey
Deux clubs de Nantes évoluent en 2020 en Nationale 1 élite et en Nationale 3 :
- L'« Association Sportive et Culturelle Notre-Dame-de-Toutes-Aides », Nationale 3
- Le « Nantes Atlantique Rink Hockey », Nationale 1 élite

### Rugby à XV
- Le Stade nantais joue en Fédérale 1 (équivalent 3e division) pour la saison 2018-2019.

- Créé en 1892, le « Véloce Sport Nantais », puis le Vélo Sport Nantais est un club omnisports Nantais qui donna naissance à sa section Rugby à XV en 1906. Le Vélo Sport Nantais, évolue actuellement en série territoriale Pays de Loire.
- L'« Association Nantaise de Rugby Féminin » (ANRF) (créée en 2005) est un club uniquement composé d'équipes féminines : 1 équipe sénior à XV (évoluant en Fédérale 1), 1 équipe sénior à VII (en Fédérale 3) et une équipe cadettes

### Tennis de table
- Le TTC Nantes Atlantique est le principal club pongiste à Nantes. Les sections féminines et masculines ont évolué par le passé en Superdivision puis en Pro B avant que les sections professionnelles ne disparaissent pour cause de difficultés financières[réf. nécessaire] qui a entraîné notamment l'arrêt en cours de saison de l'équipe masculine de la Pro B en 2007.

### Voile
La ville est riche de plusieurs clubs de voile (croisière et compétition à très haut niveau) soutenus par un projet commun de la Ville de Nantes. Plusieurs titres mondiaux ont été remportés par Mathieu Richard, Pierre-Loïc Berthet… (APCC). Certains clubs comme le CMN (Centre maritime de Nantes), permettent de découvrir la mer et de former de futurs skippers. D'autres tels que le CVAN ou le SNO sont spécialisés dans la voile légère et la voile olympique.

### Volley-ball
- Le Volley Ball Nantes Atlantique (VBNA) : l'équipe 1 féminine et l'équipe 1 masculine sont en Nationale 3 (saison 2011/2012).

- Le Club Sportif Léo-Lagrange Nantes : l'équipe 1 féminine est en Nationale 2 et l'équipe 1 masculine est en Nationale 3 (saison 2011/2012).

- Le Nantes Rezé Métropole Volley : Union de Groupements Sportifs (UGS) entre les clubs de Léo Lagrange Nantes et de l'AS Bouguenais-Rezé qui évolue en Ligue A masculine dans les salles de Gaston Turpin de Nantes et Arthur Dugast de Rezé (saison 2011-2012).

- Le Nantes Volley Féminin : Union de Groupements Sportifs (UGS) entre les clubs de Léo Lagrange Nantes et du Volley Ball Nantes Atlantique qui évolue en Ligue AF féminine dans la salle de St Joseph 2 de Nantes (saison 2011-2012).

### Football Gaélique
Le NEC Football Gaélique est le club de Football Gaélique de la ville de Nantes. Il fut créé en 2006 par un groupe d'étudiants, à l'issue d'un voyage en Irlande. Le club est maintenant sous l'égide du Nantes Étudiant Club.
Le Nantes Football Gaélique est également l'initiateur du Beach Gaelic en Europe.

## Équipements sportifs
Selon la mairie de Nantes, la ville dispose de, :
- 154 installations sportives (56 couvertes et 98 de plein-air)
- 6 piscines
- 11 stades
- 1 patinoire
- 1 street-park
- 3 bases nautiques

### Stades
- Le stade de la Beaujoire (ou « stade Louis Fonteneau »), propriété de Nantes Métropole. Il possède actuellement une capacité de 38 285 places pour une affluence record de plus de 51 000 spectateurs lors du match France-Belgique le 16 juin 1984. Outre les matches du FC Nantes, il accueille également des rencontres sportives internationales (football, rugby à XV) ou des évènements culturels (concert). Il a été spécialement construit à l'occasion de l'Euro 1984. Le stade a aussi servi pour la coupe du monde de football 1998 et pour la coupe du monde de rugby 2007.

- Le stade Marcel-Saupin, ancien stade du FCN. La majorité de l'enceinte a été démolie en août 2006 ; seules la tribune nord et la zone de jeu ont été conservées. Le site accueille désormais un ensemble de bureaux et de logements.

- Le stade de Procé, l'un des plus anciens de la ville puisqu'il fut inauguré en 1919. Le FCN y joua ses premières rencontres.

### Salles omnisports
- Le palais des sports de Beaulieu, salle omnisports d'une capacité de 6 000 places. Il accueille notamment les matches du club de Nantes Basket Hermines et du Handball Club de Nantes (HBCN).
- Le stadium métropolitain Pierre-Quinon, stade couvert d'athlétisme situé près du stade de rugby du Petit-Port à l'angle du boulevard Guy-Mollet et de la rue du Fresche-Blanc. Il a été inauguré à l'été 2013 et est actuellement le seul équipement de ce type, à la fois dans l'agglomération nantaise et le « Grand Ouest ».
- La salle omnisports Laetitia Nantes utilisé notamment par le Centre sportif et culturel Laetitia.

### Piscines
- Dervalières
- Durantière
- Jules-Verne
- Léo-Lagrange
- Petit Port
- Petite-Amazonie

### Patinoires
- Petit Port

### Vélodromes
- Le stade vélodrome du Petit-Breton. Son revêtement est en ciment et enrobé d'une longueur de 500 m et de 6 m de large.

### Hippodromes
- L'hippodrome du Petit Port pouvant accueillir des épreuves de : plat, haies, steeple et trot.

### Skate parks
- Le skate park du centre ville, place Alexis-Ricordeau (à proximité de l'Hotel-Dieu)
- « Le Hangar », le plus grand skate park d'Europe, allée des Vinaigriers, dans la prairie de Mauves.

### Murs d'escalade
En rachetant le complexe Appert-Raspail à la Poste (occupé par l'ASPTT Nantes), outre une petite salle multisports, la ville de Nantes s'est doté officiellement de son premier mur d'escalade, qu'elle rénove en 2012, puis en 2022 et qui est alors renommé Christiane Moreau. Ce mur à grimper (ou d’initiation) comporte une salle de bloc n'est cependant pas au niveau des équipements nécessaires pour la ville, et plusieurs murs de niveau départemental ou plus ont été créés depuis (notamment au gymnase Bottière-Chénaie).